# Return of the Warlord
Return of the Warlord è un singolo della band heavy metal Manowar, pubblicato nel 1996 dalla Geffen Records.

## Tracce
1. Return of the Warlord
2. Warlord (live)

## Formazione
- Karl Logan - chitarra
- Joey DeMaio - basso
- Scott Columbus - batteria
- Eric Adams - voce